# Richard Haldy
Richard Alexander Haldy (* 27. Dezember 1855 in Saarbrücken; † 26. September 1899 in Haus Ley/Kreis Gummersbach) war ein preußischer Landrat.

## Familie
Richard Haldy entstammte einer alten Saarbrücker Kaufmannsfamilie. Er war Sohn des Fabrikanten und Kaufmanns Friedrich Alexander Isidor Haldy und Fanny Caroline Auguste geborene Sello, der Tochter des Geheimen Bergrats Leopold Sello. Sein Onkel war der Politiker und Industrielle Franz Emil Anton Haldy.
Er war seit 1886 mit Emma Thielen (1862–1931), der Tochter des Eisenbahndirektors und späteren Ministers Karl von Thielen sowie Friederike geb. van Spankeren, verheiratet. Haldy war evangelisch.

## Leben und Wirken
Nach dem Besuch des Gymnasiums in Bonn und Abitur 1875 studierte er bis 1878 Rechtswissenschaften in Leipzig, Heidelberg und Bonn. Er war seit dem Wintersemester 1876/77 Mitglied der Studentenverbindung Akademischer Juristenverein Bonn (heute: AV Rheno-Colonia Köln).  1879 wurde er Gerichtsreferendar am Landgericht Bonn. Im Jahr 1882 wurde er Regierungsreferendar bei der Bezirksregierung Koblenz, bis er schließlich 1885 zum Regierungsassessor ernannt wurde. Zum 1. Juli 1885 wurde er zunächst kommissarisch, am 19. April 1886 dann definitiv zum Landrat des Kreises Gummersbach bestellt. Er verstarb nach fast einjähriger Krankheit im Dienst.
Haldy war von 1894 bis 1899 Abgeordneter des Rheinischen Provinziallandtages.

## Sonstiges
- Nach Haldy ist der Haldy-Turm benannt.
- Haldy erwarb das Haus Ley, in dem er bis zu seinem Tod mit seiner Familie lebte.